# Oswalt Kolle: Das Wunder der Liebe
Oswalt Kolle: Das Wunder der Liebe – Sexualität in der Ehe, meist unter dem Kurztitel Das Wunder der Liebe bekannt, ist der erste und richtungweisende einer Reihe von acht deutschen Aufklärungsfilmen nach den Werken von Oswalt Kolle, der auch das Drehbuch schrieb. Der Film, ein Wegbereiter der Sexwelle, wurde 1967 von Regisseur Franz Josef Gottlieb gedreht, Uraufführung war am 1. Februar 1968 in Hamburg. Kolle war bereits zuvor durch Veröffentlichungen in den Illustrierten Quick und Neue Revue als Sexualaufklärer hervorgetreten.

## Handlung
Der Film beginnt mit einer betont seriösen Diskussion zwischen Kolle, dem Sexualforscher Hans Giese und dem Psychologen Wolfgang Hochheimer. So erklärt Giese, dass es bei Kirche, Staat und Justiz keinerlei Meinungsunterschiede über die dringende Notwendigkeit gebe, die Öffentlichkeit sachgerecht zu informieren. Hochheimer ergänzt, es werde im Jahr 1968 dringend Zeit, für eine Ehrenrettung differenzierter Sexualität in der Ehe einzutreten, zumal Millionen Menschen unzufrieden seien, weil sie mit ihrer Sexualität nicht zurechtkämen. Giese wiederum wünscht, dass Kolles Film als Hilfe verstanden werde und „daß auf dieser Ebene nun auch sehr viel mehr Sexualität in den Film kommen kann und kommen muß, als es gewöhnlich geschieht.“
Danach folgen die ersten Spielszenen.
In einer heiteren Gesprächsrunde werden zwei Modellfälle von sexuellen Schwierigkeiten in der Ehe sowie deren Ursachen besprochen. Ein jung verheiratetes Ehepaar einerseits und ein bereits sieben Jahre verheiratetes Paar diskutieren über ihre Probleme. Die Worte werden durch Spielszenen illustriert, dazwischen werden häufig kurze Kommentare eingestreut, die auf die Folgen mangelnder sexueller Aufklärung hinweisen.
Bei den Jungverheirateten Petra und Thomas bereitet der frühzeitige Orgasmus des Manns seiner Frau Kummer, da sie das liebevolle Vor- und Nachspiel vermisst. Der zweite Ehemann Martin hingegen, ein Architekt, der inzwischen Vater von zwei Kindern ist, vernachlässigt seine Ehefrau Claudia zugunsten seines Berufes. Sie widersteht den unzweideutigen Wünschen eines Autofahrers, macht jedoch ihrem Mann Vorwürfe, sie zu vernachlässigen. Endlich begreift Martin die Situation und fährt mit Claudia in das Hotel, in dem sie früher einmal miteinander glücklich waren.

## Produktion
Die Serie Das Wunder der Liebe erschien 1967 in der Zeitschrift Neue Revue. Diese Serie, die 1968 bei Bertelsmann als Buch erschien, hatte Kolles Namen trotz ständiger Schwierigkeiten mit der Zensurbehörde bekannt gemacht.
Das Angebot, die Serie verfilmen zu lassen, führte erst recht zu einem ständigen Verhandeln mit den Zensurbehörden, darunter die FSK. Der Arbeitsausschuss der FSK prüfte den Film im Januar 1968 in einer fünfstündigen Sitzung. Die Mehrheit war von der zu Tage gelegten Wissenschaftlichkeit und Kolles lauteren Absichten beeindruckt. In seinem Prüfbericht vom 23. Januar 1968 befand der Arbeitsausschuss, die FSK stehe vor der Notwendigkeit, andere Maßstäbe an einen solchen Film anzuwenden. Allerdings sollten die prekärsten Bilder entfernt werden, um das Werk tragbar zu machen.
Immer wenn die Aufklärung zu direkt wurde, musste Kolle lange Kommentare einschieben, in denen er zu erklären bemüht war, dass es sich nur um Wissenschaft und nicht um Pornografie handelt. Der Untertitel Sexualität in der Ehe war ein Zugeständnis, und aus demselben Grund wurde der Film auch in Schwarzweiß und nicht in Farbe gedreht.
Eigentlich sollte der deutsche Filmkomponist Martin Böttcher die Musik zu dem Film schreiben. Er schrieb auch schon einige Musiktitel, die dann aber vom wissenschaftlichen Berater Hans Giese als „nicht unterkühlt genug“ und aus Befürchtung von unzüchtigen Handlungen des männlichen Publikums während der Filmvorführung abgelehnt wurde. Nach der Aufführung des Films kamen jedoch Kritiken, die am Film insbesondere die neue Musik bemängelten. Die von Böttcher komponierte Musik ging dennoch nicht verloren. Oswalt Kolle nahm sie als Hintergrundmusik zu der von ihm eingespielten Hörplatte „Das Wunder der Liebe“, Teldec, SLP 14 900-P. Der Haupttitel Wonderland of Love wurde ein Klassiker auf vielen Samplern mit der Musik von Martin Böttcher.

## Rezeption
Der Filmverleih betonte in seinem Pressematerial, der Film wolle „durch Aufklärung über sexuelle Fragen unzähligen Menschen helfen […], ein reicheres Eheleben zu führen und dadurch die Ehe zu erhalten.“
Der Film erregte bei seinem Erscheinen außerordentliches Aufsehen und sorgte für Diskussionsstoff. Dabei ging es weniger um die Inhalte als um die Frage, ob man es hier mit legitimer Aufklärung oder Pornografie zu tun habe. Besonders konservative Kreise und die katholische Kirche kritisierten den Film. 
In den Niederlanden wurde er von der Steuer befreit und mit dem Prädikat „Wichtig für die Volksgesundheit“ belegt, in Belgien und in einigen Schweizer Kantonen gab es dagegen zunächst ein Verbot. In der Schweiz organisierte man Pendlerbusse zum Nachbarkanton, wo man Das Wunder der Liebe ansehen konnte. 
In der Bundesrepublik Deutschland hatte der Film etwa sechs Millionen Zuschauer. Oswalt Kolle wurde durch ihn allbekannt, während die Schauspieler ignoriert wurden.

## Kritiken
Die zeitgenössischen Kommentare fielen meist wohlwollend aus, zumal immer wieder betont worden war, dass nur der Sex in der Ehe zur Debatte stand. So hatte Die Welt vom 2. Februar 1968 „an dem Film nichts auszusetzen“ und bemängelte lediglich: „Das einzige, was etwas stört, sind die Bilder. Dadurch geht viel vom Text verloren.“
Die Autorin Ponkie war in der Abendzeitung vom 29. Februar 1968 der Ansicht, es handle sich um „einen sachlich korrekten, von Wissenschaftlern hieb- und stichfest eingeführten Aufklärungsfilm.“ Natürlich sei der Film erst ab 18 freigegeben worden, „obwohl er bereits 16jährigen durchaus nützlich sein könnte.“
Auch die Süddeutsche Zeitung fand freundliche Worte für den Film, da Kolle „die (eheliche) Sexualität in die Bereiche der Tugend, des Talents und des tiefen Ernstes“ gerückt habe, was vielleicht für manche ermutigend sei.
Selbst der Evangelische Filmbeobachter räumte ein: „Auf hohem ästhetischen Niveau notwendig scheiternd an der Unvereinbarkeit wissenschaftlicher und künstlerischer Prinzipien im öffentlichen Schauspiel, kann man dem Streifen trotzdem seine Anerkennung nicht versagen, da er, wie nur wenige Vertreter seiner Gattung, mit spürbarem Ernst und Verantwortungsgefühl an seine schwierige Aufgabe herangeht.“
Deutlich spöttischer kommentierte Der Spiegel in seiner Ausgabe vom 5. Februar 1968 die „ungemein schlichten Spielszenen mit lebenden Objekten… Den hl. Kinsey anrufend, tritt Kolle zwischendurch ins Bild, blickt wie beim Wort zum Sonntag und gebietet, sich ‚aus dumpfer Triebentladung emporzuheben‘.“
Das Lexikon des internationalen Films stellt rückblickend fest: „Ein in jeder Hinsicht oberflächlicher und bedenklich vereinfachender "Aufklärungsfilm".“

## Auszeichnungen
- 1968: Goldene Leinwand für mehr als drei Millionen Zuschauer